# Municipio de Spring Creek (Illinois)
El municipio de Spring Creek (en inglés: Spring Creek Township) es un municipio ubicado en el condado de Pike en el estado estadounidense de Illinois. En el año 2010 tenía una población de 591 habitantes y una densidad poblacional de 6,1 personas por km².

## Geografía
El municipio de Spring Creek se encuentra ubicado en las coordenadas 39°26′54″N 90°44′14″O / 39.44833, -90.73722. Según la Oficina del Censo de los Estados Unidos, el municipio tiene una superficie total de 96.88 km², de la cual 96,86 km² corresponden a tierra firme y (0,02 %) 0,02 km² es agua.

## Demografía
Según el censo de 2010, había 591 personas residiendo en el municipio de Spring Creek. La densidad de población era de 6,1 hab./km². De los 591 habitantes, el municipio de Spring Creek estaba compuesto por el 98,82 % blancos, el 0,34 % eran afroamericanos, el 0,17 % eran amerindios, el 0,17 % eran asiáticos y el 0,51 % eran de una mezcla de razas. Del total de la población el 0,51 % eran hispanos o latinos de cualquier raza.